# Rampurhat
Rampurhat est une ville et une municipalité du district de Birbhum, dans l'État indien du Bengale-Occidental. C'est le siège de la subdivision Rampurhat.

## Liminaire
Selon le recensement de 2011, Rampurhat est la troisième ville la plus peuplée du district de Birbhum et la 82e ville la plus peuplée du Bengale-Occidental. Rampurhat, qui se situe près de la frontière entre le Bengale-Occidental et le Jharkhand, est un canton en croissance rapide.
C'est une ville importante du district de Birbhum car elle a une connectivité dynamique avec les autres lieux du Bengale-Occidental et les États voisins via les autoroutes nationales, la route nationale et la voie ferrée. Rampurhat Junction est l'une des gares les plus fréquentées de l'est de l'Inde.

## Population et démographie
Au recensement de 2011, Rampurhat comptait une population totale de 57 833 habitants, dont 29 611 hommes et 28 222 femmes.

## Économie
La ville est connue pour ses concasseurs de pierres et ses mines, situées à la frontière entre le Bengale et le Jharkhand (la plupart sont dans le Jharkhand). Cette ceinture fournit des emplois à un large éventail de personnes de tout le district de Birbhum et de Santhal Pargana. Près de 350 concasseurs sont installés.

## Transports
Le train Dibrugarh-Kânyâkumârî Vivek Express qui relie Dibrugarh, dans l'Assam, à Kânyâkumârî, au Tamil Nadu, fait un arrêt dans la ville.